# Amesiella
Amesiella je maleni biljni rod od tri vrste epifitskog bilja iz porodice kaćunovki. Rod je ograničen na područje Filipina, na otoke Luzon i Mindoro.

## Vrste
1. Amesiella minor Senghas
2. Amesiella monticola Cootes & D.P.Banks
3. Amesiella philippinensis (Ames) Garay